# Počenik
Počenik je naselje v Občini Pesnica.